# Campodorus dauricus
Campodorus dauricus  (лат.) — вид мелких наездников—ихневмонид (Ichneumonidae) рода Campodorus из подсемейства Ctenopelmatinae (Mesoleiini). Россия (Читинская  область) и Китай (провинция Ляонин).
Мелкие наездники. Лицо и темя чёрные. Голени задних ног в основном белые с 3 тёмными колечками. Бёдра задних ног светло-жёлтые в апикальной части. Тазики красные. Коготки незазубренные. Мезоскутум в основном красный, но с чёрным пятном спереди и с жёлтыми переднебоковыми краями до тегул и жёлтыми нотаулями. Предположительно, как и другие виды рода, паразитируют на пилильщиках из семейства Tenthredinidae.  
Вид был впервые описан в 2005 году российским гименоптерологом Дмитрием Рафаэлевичем Каспаряном (ЗИН РАН, Санкт-Петербург, Россия) и назван по месту  обнаружения типовой серии (Даурия).